# Aphanostephus pinulensis
Aphanostephus pinulensis là một loài thực vật có hoa trong họ Cúc. Loài này được J.M.Coult. ex Donn.Sm. mô tả khoa học đầu tiên năm 1891.